# Domingos Coutinho
Domingos Agostinho de Sousa Coutinho, marchese di Funchal (Lisbona, 19 ottobre 1896 – Lisbona, 29 settembre 1984), è stato un cavallerizza portoghese, vincitore del bronzo nel salto ostacoli a squadre a Berlino 1936.
Nella stessa edizione si classificò secidesimo nel salto ostacoli individuale.
Era suocero di Francisco de Andrade, velista vincitore del bronzo nella categoria Star a Helsinki 1952.

## Palmarès
- Giochi olimpici

Berlino 1936: bronzo nel salto ostacoli a squadre.